# 荷蘭露天博物館
荷蘭露天博物館（荷蘭語：Nederlands Openluchtmuseum）是位於荷蘭阿納姆附近的一座博物館，收集了荷蘭各地知名建築的模型。荷蘭露天博物館成立於1912年。

## 外部連結
- Museum website （页面存档备份，存于） (in Dutch)
- Information in English
- Mecanoo Architecten information